# Lou Jeanmonnot
Lou Jeanmonnot-Laurent (* 28. Oktober 1998 in Pontarlier im Jura) ist eine französische Biathletin. Sie gewann die Gesamtwertung des IBU-Cup 2021/22 und startet seit 2020 im Weltcup. In der Saison 2022/23 feierte sie ihre ersten Weltcupsiege mit der Staffel und erreichte zusätzlich zwei Individualpodeste, im Winter 2023/24 erzielte sie ihre ersten Einzelweltcupsiege.

## Sportliche Laufbahn

### Erfolge im Juniorenbereich (2015–2018)
Erstmals international erfolgreich war Lou Jeanmonnot beim Europäischen Olympischen Jugendfestival 2015, als sie die Goldmedaille in der Verfolgung gewann. Ihr nächster internationaler Auftritt war im Rahmen der Biathlon-Juniorenweltmeisterschaften 2016, bei denen sie den 5. Platz im Sprint sowie den 7. Platz in Einzel und Verfolgung belegte. Bei den Olympischen Jugendspielen 2016 gewann die Französin als bestes Resultat im Verfolger Bronze, mit der Mixed- und der Single-Mixed-Staffel verpasste sie außerdem jeweils als Vierte eine weitere Medaille nur knapp.
In der Saison 2016/17 wurde Lou Jeanmonnot erstmals im IBU-Junior-Cup eingesetzt. Sie lief dort konstant in die Top 20, wobei ihre beste Individualplatzierung ein 8. Rang im Sprint auf der Pokljuka war. Am Ende der Saison belegte die Französin den 19. Platz in der Gesamtwertung des IBU-Junior-Cups. Jeanmonnot nahm auch an den Junioreneuropameisterschaften teil, konnte dort aber keine Top-Ten-Platzierung einfahren. Bei den Juniorenweltmeisterschaften im slowakischen Osrblie war sie als Goldmedaillengewinnerin des Einzels der weiblichen Jugend und Silbermedaillengewinnerin der Verfolgung hingegen sehr erfolgreich.
Auch in der Saison 2017/18 startete die Französin im Junior-Cup. Gleich im ersten Wettbewerb des Winters lief sie dabei in Obertilliach als Sprint-Dritte dabei erstmals auf einen Podestplatz. Nach einem zweiten Platz in Ridnaun konnte sie in Nové Město na Moravě beim Sprint zum ersten Mal einen Wettbewerb im IBU-Junior-Cup gewinnen. Bei den Juniorenweltmeisterschaften 2018 war Lou Jeanmonnot in den Individualwettkämpfen weniger erfolgreich, mit der Frauenstaffel allerdings konnte sie dann die Goldmedaille gewinnen. In der IBU-Junior-Cup-Gesamtwertung, zu der auch Junioreneuropa- und Juniorenweltmeisterschaften zählen, belegte Jeanmonnot den 1. Platz, vor ihrer Mannschaftskollegin Myrtille Bègue, die dieselbe Punktzahl erreicht hatte. Auch die Sprintdisziplinwertung gewann sie.

### Medaillen bei Europameisterschaften und Weltcupdebüt (2018–2021)
Nach dem Gewinn der Junior-Cup-Gesamtwertung startete Lou Jeanmonnot in der Saison 2018/19 im IBU-Cup der Senioren. Auch dort erreichte sie gute Ergebnisse, zweimal lief sie in die Top Ten, in der Gesamtwertung belegte sie am Ende der Saison den 25. Rang. Bei den Europameisterschaften 2019, die im belarussischen Minsk stattfanden, konnte Lou Jeanmonnot zusammen mit Aristide Bègue in der Single-Mixed-Staffel die Bronzemedaille gewinnen. Auch an den Biathlon-Juniorenweltmeisterschaften 2019 nahm die Französin teil und gewann mit der Staffel erneut die Goldmedaille. In der Saison 2019/20 konnte sie als Dritte des Supersprints von Ridnaun erstmals im IBU-Cup auf das Podest laufen. In den restlichen Individualwettbewerben der Saison erreichte sie jedoch meist nur durchschnittliche Ergebnisse, wodurch sie am Ende der Saison den 33. Platz der Gesamtwertung belegte. Zusammen mit Aristide Bègue feierte sie beim Single-Mixed-Staffelwettbewerb in Osrblie als Zweite einen weiteren Podestplatz.
In der Saison 2020/21 startete Lou Jeanmonnot zu Beginn des Winters erneut im IBU-Cup. Nachdem sie regelmäßig in die Top Ten gelaufen war und einmal einen Podestplatz erreicht hatte, beendete sie die Saison auf dem 6. Rang der Gesamtwertung. Bei den Biathlon-Europameisterschaften 2021 trat sie ebenfalls an und belegte die Plätze 25, 26 und 95 in den Individualwettkämpfen. Zum Ende des Winters 2020/21 durfte Jeanmonnot im März 2021 ihr Weltcupdebüt im Rahmen der Wettkämpfe in Nové Město na Moravě feiern. Gleich bei ihrem ersten Rennen, dem Sprint am 6. März 2021, lief sie als 30. in die Punkteränge, in der zugehörigen Verfolgung belegte sie Rang 35. In der Folgewoche konnte sich die Französin in der Verfolgung dank fehlerfreier Schießleistung von Platz 48 auf den 26. Platz verbessern. Beim Saisonfinale in Östersund verpasste sie als 56. des Sprints und 42. der Verfolgung die Punkteränge und schloss die Saison auf dem 72. Platz der Weltcup-Gesamtwertung ab.

### IBU-Cup-Gesamtsieg und erste Weltcuptriumphe (seit 2021)
Nachdem Jeanmonnot sich nicht für die Weltcupmannschaft qualifizieren konnte, startete sie im kompletten Winter 2021/22 auf der zweithöchsten Wettkampfebene. Bis zum Saisonhöhepunkt lief sie immer im vorderen Feld, konnte aber keinen Podestplatz erreichen. Dieser kam dann bei den Europameisterschaften 2022, im von extremen Wetterbedingungen gestörten Single-Mixed-Bewerb gab es an der Seite von Émilien Claude trotz vierer Strafrunden Silber. Im Nachhinein der EM präsentierte sich Jeanmonnot sehr stark, auf die ersten Podestplätze der Saison folgte im Sprint von Ridnaun ihr erster IBU-Cup-Sieg. Dieser und ein weiterer Podestplatz zum Abschluss verhalfen der Französin zum Sieg in der Gesamtwertung mit 25 Punkten Vorsprung vor Ragnhild Femsteinevik. Zum Saisonende startete sie beim Weltcup von Oslo und wurde 31. im Verfolger. Erfolgreich verlief auch der Sommer, beim Blinkfestivalen musste sie sich im Supersprint nur Linn Persson geschlagen geben, außerdem wurde sie im Oktober französische Meisterin im Sprint und ließ dort Weltcupstarter wie Julia Simon hinter sich.
Als IBU-Cup-Gesamtsiegerin ergatterte sich Jeanmonnot ihr persönliches Startrecht für die Wettkämpfe von Kontiolahti und stellte im ersten Rennen, dem Einzel, als 12. ihr persönliches Bestergebnis auf. Auch in der Staffel durfte sie starten und wurde Vierte. Eine Woche später in Hochfilzen feierte die Französin an der Seite von Anaïs Chevalier-Bouchet, Chloé Chevalier und Julia Simon dann ihren ersten Weltcupsieg. Zum Jahresabschluss 2022 konnte Jeanmonnot beim Heimweltcup in Le Grand-Bornard erstmals in einem Individualrennen unter die Top Ten laufen. Beim Sprintwettkampf wurde sie Neunte und konnte diese Platzierung zwei Tage später mit dem sechsten Rang im Massenstart erneut übertreffen. In das Jahr 2023 startete die Französin beim Weltcup auf der Pokljuka mit den Plätzen zehn und 13 in Sprint und Verfolgung sowie einem zweiten Platz bei der Single-Mixed-Staffel gemeinsam mit Antonin Guigonnat. Eine Woche später beim Weltcup in Ruhpolding lief Lou Jeanmonnot erstmals in ihrer Karriere auf das Podest eines Weltcup-Individualrennens. Beim 15-km-Einzelbewerb musste sich die Französin lediglich Lisa Vittozzi geschlagen geben und konnte somit dank fehlerfreier Schießleistung den zweiten Platz feiern. Im Verlauf des Winters siegte sie, stets als Startläuferin, zwei weitere Male in einem Staffelbewerb. Bei den Weltmeisterschaften in Oberhof war das beste Einzelergebnis Rang 6 im Verfolger, mit der Damenstaffel verpasste sie als Vierte überraschend eine Medaille. Bei den Wettkämpfen von Östersund im März 2023 stieg Jeanmonnot im Staffelrennen erneut auf das Podest, zudem traf sie im Massenstart alle zwanzig Scheiben und musste sich lediglich Dorothea Wierer um gut sechs Sekunden geschlagen geben. Am Saisonende resultierte Rang 11 in der Gesamtwertung und eine Schießquote von 89 %, die bemerkenswerteste Statistik war allerdings die extreme Verbesserung in den Laufzeiten. Während sie im Vorwinter noch zwei Prozentpunkte langsamer als der Durchschnitt lief, hob die Französin den Wert um fünf Prozent an und war im neuen Winter auf der Strecke deutlich schneller als der durchschnittliche Athlet.
Kurz nach Saisonauftakt 2023/24 konnte Lou Jeanmonnot im Sprint in Östersund ihren ersten Weltcupsieg in einer Individualdisziplin feiern. Durch konstant vordere Platzierungen, darunter acht Podestplätzen bei den letzten neun Rennen, etablierte sie sich in der Weltspitze und lief in der Gesamtwertung schließlich hinter der Italienerin Vittozzi auf Rang 2 ein. Von der WM 2024 kehrte sie zwar mit vier Medaillen zurück, setzte dort innerhalb der mit Justine Braisaz-Bouchet und Julia Simon äußerst stark aufgestellten französischen Frauenmannschaft aber nicht die Akzente. Dieses Verhältnis sollte sich eingangs des folgenden Winters 2024/25 drehen, als Lou Jeanmonnot ihre sportliche Entwicklung nahtlos fortführte. Nach mehreren teils souverän gestalteten Siegen zählt sie von der Erfolgsbilanz her inzwischen schon zu den renommiertesten Teilnehmerinnen im gesamten Feld und aktuell zu einer Mitfavoritin in jedem Rennen.

## Persönliches
Jeanmonnot stammt aus der kleinen dörflichen Gemeinde Fourcatier-et-Maison-Neuve am Fuß des Mont d’Or.

## Statistiken

### Weltcupsiege
| Nr. | Datum         | Ort            | Disziplin                   |
| --- | ------------- | -------------- | --------------------------- |
| 1.  | 1. Dez. 2023  | Östersund      | Sprint (7,5 km)             |
| 2.  | 3. Dez. 2023  | Östersund      | Verfolgung (10 km)          |
| 3.  | 10. März 2024 | Soldier Hollow | Verfolgung (10 km)          |
| 4.  | 17. März 2024 | Canmore        | Massenstart (12,5 km)       |
| 5.  | 4. Dez. 2024  | Kontiolahti    | Verkürzter Einzel (12,5 km) |
| 6.  | 14. Dez. 2024 | Hochfilzen     | Verfolgung (10 km)          |
| 7.  | 11. Jan. 2025 | Oberhof        | Verfolgung (10 km)          |
| 8.  | 16. Jan. 2025 | Ruhpolding     | Einzel (15 km)              |
| 9.  | 23. Jan. 2025 | Antholz        | Sprint (7,5 km)             |
| 10. | 25. Jan. 2025 | Antholz        | Verfolgung (10 km)          |
| 11. | 15. März 2025 | Pokljuka       | Massenstart (12,5 km)       |
| 12. | 22. März 2025 | Oslo           | Verfolgung (10 km)          |

| Nr. | Datum         | Ort        | Disziplin                  |
| --- | ------------- | ---------- | -------------------------- |
| 1.  | 11. Dez. 2022 | Hochfilzen | Staffel (4 × 6 km) 1       |
| 2.  | 22. Jan. 2023 | Antholz    | Staffel (4 × 6 km) 1       |
| 3.  | 5. März 2023  | Nové Město | Mixed-Staffel (4 × 6 km) 2 |
| 4.  | 25. Nov. 2023 | Östersund  | Mixed-Staffel (4 × 6 km) 3 |
| 5.  | 7. Jan. 2024  | Oberhof    | Staffel (4 × 6 km) 4       |
| 6.  | 10. Jan. 2024 | Ruhpolding | Staffel (4 × 6 km) 5       |
| 7.  | 9. März 2025  | Nové Město | Staffel (4 × 6 km) 6       |

### Weltcupplatzierungen
Die Tabelle zeigt alle Platzierungen (je nach Austragungsjahr einschließlich Olympische Spiele und Weltmeisterschaften).
- 1.–3. Platz: Anzahl der Podiumsplatzierungen
- Top 10: Anzahl der Platzierungen unter den ersten zehn (einschließlich Podium)
- Punkteränge: Anzahl der Platzierungen innerhalb der Punkteränge (einschließlich Podium und Top 10)
- Starts: Anzahl gelaufener Rennen in der jeweiligen Disziplin
- Staffel: inklusive Mixed- und Single-Mixed-Staffeln

| Platzierung               | Einzel | Sprint | Verfolgung | Massenstart | Staffel | Gesamt |
| ------------------------- | ------ | ------ | ---------- | ----------- | ------- | ------ |
| 1. Platz                  | 2      | 2      | 6          | 2           | 7       | 19     |
| 2. Platz                  | 1      | 2      | 1          | 1           | 6       | 11     |
| 3. Platz                  | 1      | 2      |            | 3           | 2       | 8      |
| Top 10                    | 6      | 14     | 11         | 11          | 23      | 65     |
| Punkteränge               | 10     | 21     | 21         | 15          | 23      | 90     |
| Starts                    | 10     | 25     | 22         | 15          | 23      | 95     |
| Stand: Saisonende 2024/25 |        |        |            |             |         |        |

### Weltcupwertungen
Ergebnisse bei Biathlon-Weltcups (Disziplinen- und Gesamtweltcup) gemäß Punktesystem
| Saison  | Einzel | Einzel | Sprint | Sprint | Verfolgung | Verfolgung | Massenstart | Massenstart | Gesamt | Gesamt |
| Saison  | Platz  | Punkte | Platz  | Punkte | Platz      | Punkte     | Platz       | Punkte      | Platz  | Punkte |
| ------- | ------ | ------ | ------ | ------ | ---------- | ---------- | ----------- | ----------- | ------ | ------ |
| 2020/21 | –      | –      | 77.    | 11     | 57.        | 21         | –           | –           | 72.    | 32     |
| 2021/22 | –      | –      | –      | –      | 69.        | 10         | –           | –           | 95.    | 10     |
| 2022/23 | 6.     | 129    | 15.    | 158    | 14.        | 140        | 5.          | 166         | 11.    | 593    |
| 2023/24 | 8.     | 105    | 4.     | 333    | 3.         | 378        | 1.          | 252         | 2.     | 1068   |
| 2024/25 | 1.     | 221    | 2.     | 346    | 1.         | 438        | 3.          | 253         | 2.     | 1258   |

### Weltmeisterschaften
Ergebnisse bei den Weltmeisterschaften:
| Weltmeisterschaften | Weltmeisterschaften | Einzelwettbewerbe | Einzelwettbewerbe | Einzelwettbewerbe | Einzelwettbewerbe | Staffelwettbewerbe | Staffelwettbewerbe | Staffelwettbewerbe |
| Jahr                | Ort                 | Einzel            | Sprint            | Verfolgung        | Massenstart       | Damenstaffel       | Mixed-Staffel      | S.-M.-Staffel      |
| ------------------- | ------------------- | ----------------- | ----------------- | ----------------- | ----------------- | ------------------ | ------------------ | ------------------ |
| 2023                | Oberhof             | 7.                | 26.               | 6.                | 15.               | 4.                 | –                  | 5.                 |
| 2024                | Nové Město          | 6.                | 3.                | 7.                | 3.                | 1.                 | –                  | 1.                 |
| 2025                | Lenzerheide         | 3.                | 6.                | 4.                | 6.                | 1.                 | 1.                 | –                  |

### Juniorenweltmeisterschaften
Ergebnisse bei den Juniorenweltmeisterschaften:
| Weltmeisterschaften | Weltmeisterschaften | Einzel | Sprint | Verfolgung | Staffel |
| Jahr                | Ort                 | Einzel | Sprint | Verfolgung | Staffel |
| ------------------- | ------------------- | ------ | ------ | ---------- | ------- |
| 2016                | Cheile Grădiștei    | 7.     | 5.     | 7.         | –       |
| 2017                | Osrblie             | 1.     | 14.    | 2.         | –       |
| 2018                | Otepää              | 20.    | 24.    | 15.        | 1.      |
| 2019                | Osrblie             | 28.    | 13.    | 5.         | 1.      |

### IBU-Cup-Siege
| Nr. | Datum         | Ort     | Disziplin |
| --- | ------------- | ------- | --------- |
| 1.  | 10. März 2022 | Ridnaun | Sprint    |